# Oriel Duke
Oriel St. Arnaud Duke, bekannt als Konks (* 22. Juni 1896 in Montserrat; † 5. Mai 1976 in Redhill) war ein britischer Colonel und Polizeibeamter, in seiner letzten Verwendung Polizeichef (Police Commissioner) von Barbados.

## Leben
Oriel Duke war das zweite Kind des irischen Arztes Mansergh Pace Duke (1851–1919) und seiner zweiten Frau Emily, geborene Wilkin (1869–1932), die er nach dem Tod seiner ersten Frau Louisa Anna Buckley († 1890) 1893 heiratete.
Im Alter von 16 Jahren wurde Oriel Duke in St. Kitts und Nevis in den öffentlichen Dienst übernommen. Während des Ersten Weltkriegs trat er als Freiwilliger in das britische West India Regiment ein und diente dann im 10. Bataillon des Royal Fusiliers, zuletzt im Dienstgrad Sergeant.
1919 ging er nach Trinidad und Tobago. In den frühen 1920er Jahren trat er in den Kolonialpolizeidienst ein. In den 1930er Jahren diente er als Inspector of Police (Polizeiinspektor) der Leeward Island Police Force (jetzt Royal Virgin Islands Police Force) in Dominica. 1939 wurde er zum Polizeichef der Royal Barbados Police Force (RBPF) ernannt. In dieser Verwendung verblieb er bis zu seiner Pensionierung im Jahr 1949.
Nach seiner Zurruhesetzung war er bis 1955 im Bridgetowner Kaufhaus Harrison’s tätig. Danach lebte er in den Seniorenheimen St. Anne’s Court und Stafford House, beide im historischen barbadischen District St. Ann’s Garrison, der als „The Garrison“ geläufig war. Für eine Hüftoperation reiste er im April 1976 nach England, wo er im East Surrey Hospital in Redhill aufgrund von Altersschwäche verstarb. Seine Urne wurde auf dem Putney Vale Cemetery beigesetzt.

## Auszeichnungen
- 1917: Military Medal
- 1918: Military Medal and Bar
- 1932: Member des Order of the British Empire (MBE)
- 1935: King George V Silver Jubilee Medal
- 1937: King George VI Coronation Medal